# Партия коммунистического возрождения
Партия коммунистического возрождения (ПКВ, итал. Partito della Rifondazione Comunista, PRC) — итальянская коммунистическая партия, основанная в 1991 при переходе большей части Итальянской коммунистической партии на позиции социал-демократии. Председатель — Паоло Ферреро. Партия входит в объединение «Европейские левые» (на уровне ЕС), некоторое время участвовала в работе объединения «Европейские антикапиталистические левые». В Европарламенте входила во фракцию «Объединенных европейских левых — Северных зелено-левых». Участвовала в обоих кабинетах Романо Проди (1996—1998, 2006—2008). Печатный орган партии — газета «Liberazione».
Партия имеет молодёжную организацию — Коммунистический союз молодёжи Италии.

## История
Когда в 1991 году произошло преобразование Итальянской компартии в Демократическую партию левых сил (ДПЛС), часть организации во главе с Армандо Коссутта, оставшаяся на марксистских позициях, вышла из неё и учредила новую Партию коммунистического возрождения. Тогда же в ПКВ влилась ультралевая партия Пролетарская демократия («Democrazia Proletaria»), рассчитывая объединить все коммунистические силы. Президентом партии был избран Армандо Коссутта, а первым секретарем — Серджио Гаравини, которого в 1994 году сменил Фаусто Бертинотти (и Гаравини, и Бертинотти начинали свою деятельность как профсоюзные лидеры во Всеобщей итальянской конфедерации труда).
Руководство Бертинотти стало для партии поворотным пунктом — на всеобщих выборах 1996 года ПКВ получила 8,6 % голосов. Партия вошла в левоцентристскую коалицию «Оливковое дерево» и поддерживала первое правительство Романо Проди до 1998 года, когда коммунисты Бертинотти перешли в оппозицию к правительству. Тогда кабинет Проди потерял большинство в парламенте, и подал в отставку. Это решение вызвало раскол в ПКВ, в результате которого из неё вышла часть коммунистов, поддерживавших Армандо Коссутту. Они сформировали партию итальянских коммунистов, которая затем поддерживала правительство Массимо Д’Алемы.
В 2004 году на выборах в Европарламент от Италии партия получила 6,1 % голосов (5 мест из 78, отведенных Италии).
В октябре 2004 года ПКВ присоединилась к левоцентристской оппозиции. В апреле 2005 года Ники Вендола, открытый гей, один из основных лидеров ПКВ, был избран президентом традиционно консервативной области Апулия благодаря поддержке всех левоцентристских сил.
На всеобщих выборах в апреле 2006 года, на которых с очень небольшим отрывом победу одержала левоцентристская коалиция «Союз», партия получила 5,8 % голосов (41 место из 630), на выборах Сената — 7,4 % (27 мест из 315), а Фаусто Бертинотти был избран президентом Палаты депутатов. Партия поддержала второй кабинет Проди, в который от неё в качестве министра социальной поддержки вошел Паоло Ферреро. В мае 2006 года новым секретарем партии был избран Франко Джордано.
Решение о поддержке левоцентристского правительства Проди и особенно голосование за финансирование итальянской военной миссии в Афганистане (против чего активно протестовал представитель ПКВ в Комиссии по обороне Сената Фоско Джаннини) и посылку войск в Ливан было раскритиковано всеми европейскими радикальными левыми и вызвало серию отколов от ПКВ.
В декабре 2007 года ПКВ приняла участие в формировании левой коалиции «Радуга», не прошедшей в парламент в 2008 году (3,08 %).
Между членами коалиции изначально существовали трения по ряду вопросов (так, ПКВ считала, что в символ коалиции должны быть включены серп и молот), а после провального результата на выборах Партия итальянских коммунистов и Партия коммунистического возрождения покинули коалицию, чтобы отмежеваться от социал-демократических сил и создали «Антикапиталистический список», преобразованный впоследствии в Федерацию левых. Не обошлось и без внутренних расколов: группа бывших членов «Пролетарской демократии» заставила секретаря Джордано уйти в отставку, заменив его вновь на Паоло Ферреро. Противоречия между новым лидером партии и фракцией Ники Вендолы привели к выходу последней из состава ПКВ.
В 2009 году партия участвовала в выборах Европарламента в составе коалиции «Антикапиталистический список» вместе с ПИК, но не прошла (3,38 %), также как и отколовшееся от ПКВ в начале 2009 года более умеренное Движение за левизну во главе с Ники Вендолой (3,12 % в составе коалиции «Левые и свобода» — на её основе была создана новая партия Левые Экология Свобода).
Накануне парламентских выборов 2013 года ПКВ с разнородными левыми и центристскими партиями создали коалицию «Гражданская революция» под знамёнами борьбы с коррупцией, но её результат был ещё хуже, чем у предыдущих коалиций, — 2,2 %.
В европейских выборах 25 мая 2014 года партия участвовала в составе европейского списка «Другая Европа за Ципраса», который в Италии сумел преодолеть барьер 4 % (получил 4,03 %). Одна из избранных евродепутатов, Элеонора Форенца, представляет ПКВ.

## Фракции

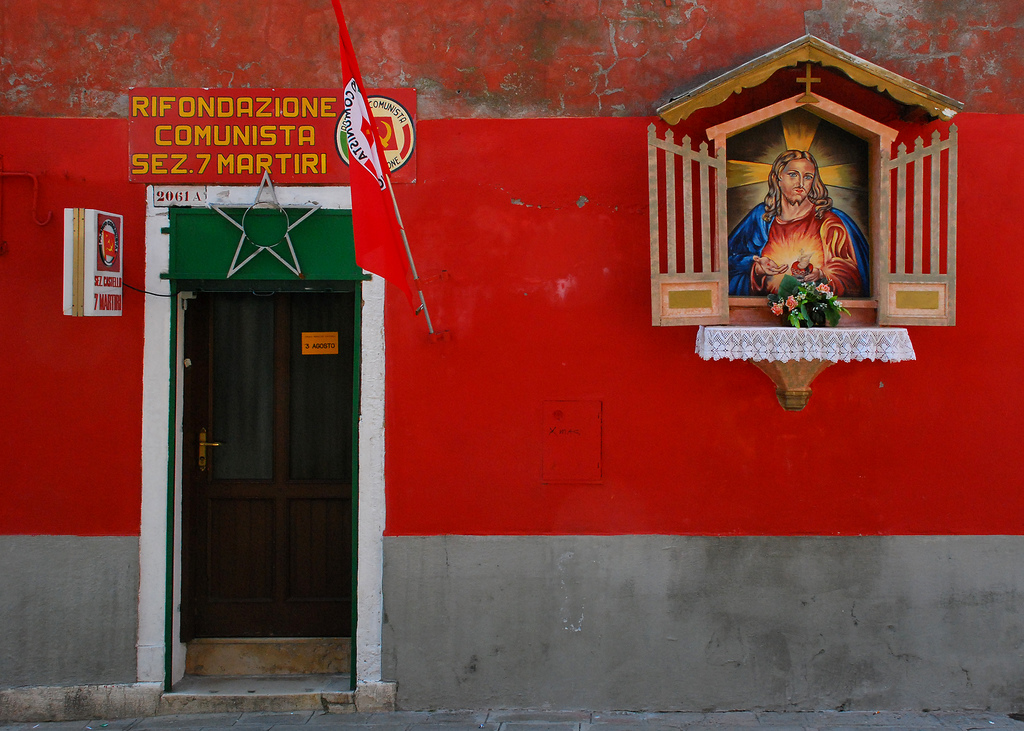
Офис ПКВ в Кастелло (Венеция).

В партии существовали разнообразные течения:
- Коммунистическое, представленное группой «Essere Comunisti» и группой вокруг журнала «L’Ernesto». К ним примыкает фракция «Rifondazione in Movimento», ядро которой — бывшие члены «Пролетарской демократии».
- Демосоциалистическое, представленное сторонниками Фаусто Бертинотти («бертиноттианцами») из фракции «A Sinistra con Rifondazione». Большая часть «бертиноттианцев» покинула ПКВ, создав партии «Движение влево», а затем — «Левые Экология Свобода».
- Троцкистское, представленное группой вокруг журнала «FalceMartello» («СерпМолот», сторонники Международной марксистской тенденции). Большая часть троцкистов также вышла из ПКВ: некоторые создали в апреле 2006 года Партию коммунистической альтернативы (секция Международной лиги трудящихся); Революционная марксистская ассоциация — Коммунистический проект (секция Координационного комитета за возрождение Четвёртого интернационала) покинула партию в июне 2006 года и создала Коммунистическую рабочую партию, а Ассоциация «Sinistra Critica» («Критическая левая»), связанная с Воссоединённым Четвёртым интернационалом (через его секцию «Красное знамя»), — в январе 2008 года[2]. Наконец, ПКВ покинула фракция «Controcorrente», ставшая секцией Комитета за рабочий интернационал.

## Лидеры партии
Президент

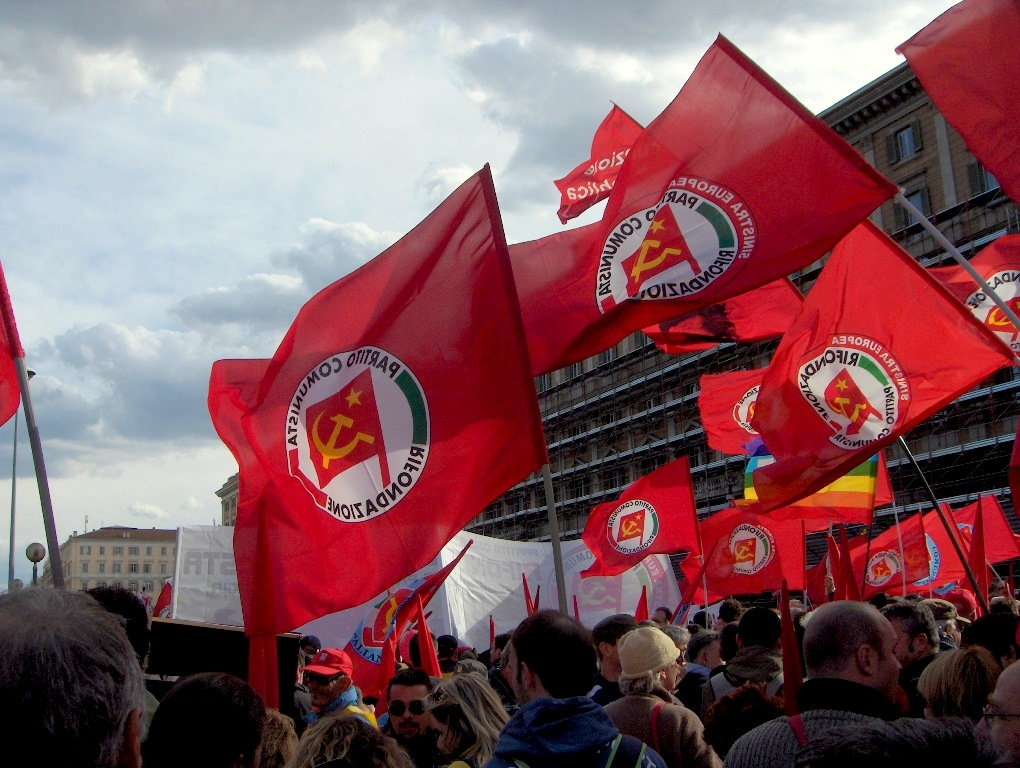
Митинг ПКВ в Риме, 2007 год.

- 1991—1998 — Армандо Коссутта (Armando Cossutta)

Секретари
- 1991—1994 — Серджио Гаравини (Sergio Garavini)
- 1994—2006 — Фаусто Бертинотти (Fausto Bertinotti)
- 2006—2008 — Франко Джордано (Franco Giordano)
- с 2008 — Паоло Ферреро (Paolo Ferrero)

Главы фракции в Палате Депутатов
- 1992—1994 — Лючио Магри (Lucio Magri)
- 1994—1995 — Фамиано Кручанелли (Famiano Crucianelli)
- 1995—1998 — Оливьеро Дилиберто (Oliviero Diliberto)
- 1998—2006 — Франко Джордано (Franco Giordano)
- 2006—2008 — Дженнаро Мильоре (Gennaro Migliore)

Главы фракции в Сенате
- 1992—1993 — Лучио Либертини (Lucio Libertini)
- 1993—1995 — Эрсилиа Сальвато (Ersilia Salvato)
- 1995—1996 — Фаусто Маркетти (Fausto Marchetti)
- 1996—1998 — Луиджи Марино (Luigi Marino)
- 1998—2001 — Джованни Руссо Спена (Giovanni Russo Spena)
- 2001—2002 — Джорджо Малентакки (Giorgio Malentacchi)
- 2002—2006 — Луиджи Малабарба (Luigi Malabarba)
- 2006—2008 — Джованни Руссо Спена (Giovanni Russo Spena)

Главы фракции в Европарламенте
- 1994—2004 — Луиджи Винчи (Luigi Vinci)
- с 2004 — Роберто Мусаккио (Roberto Musacchio)

## Народная поддержка
Электоральные результаты Партии коммунистического возрождения в 10 самых населенных областях Италии представлены в таблице.
|                | Всеобщ. 1994 | Регион. 1995 | Всеобщ. 1996 | Европ. 1999 | Регион. 2000 | Всеобщ. 2001 | Европ. 2004 | Регион. 2005 | Всеобщ. 2006 |
| Пьемонт        | 5.9          | 9.3          | 10.3         | 4.6         | 5.5          | 5.9          | 6.6         | 6.4          | 5.9          |
| Ломбардия      | 5.1          | 7.7          | 6.8          | 4.0         | 6.4          | 5.0          | 5.6         | 5.7          | 5.5          |
| Венеция        | 4.4          | 5.0          | 5.3          | 2.8         | 3.0          | 3.9          | 3.9         | 3.5          | 3.9          |
| Эмилия-Романья | 6.6          | 7.6          | 8.3          | 5.0         | 5.8          | 5.5          | 6.3         | 5.7          | 5.6          |
| Тоскана        | 10.1         | 11.1         | 12.5         | 7.4         | 6.7          | 6.9          | 9.1         | 8.2          | 8.2          |
| Лацио          | 6.6          | 9.2          | 10.4         | 4.9         | 5.4          | 5.2          | 7.1         | 5.9          | 7.4          |
| Кампанья       | 6.9          | 9.2          | 9.1          | 4.0         | 3.8          | 4.8          | 6.0         | 4.1          | 6.1          |
| Апулия         | 7.0          | 8.1          | 7.5          | 3.3         | 3.6          | 4.7          | 6.0         | 5.1          | 5.7          |
| Калабрия       | 9.3          | 8.7          | 10.0         | 4.3         | 3.0          | 3.4          | 5.8         | 5.1          | 6.0          |
| Сицилия        | —            | 4.3 (1996)   | 7.0          | 2.2         | 2.4 (2001)   | 3.2          | 3.6         | — (2006)     | 3.2          |
| Италия         | 6.1          | —            | 8.6          | 4.3         | —            | 5.0          | 6.1         | —            | 5.8          |